# Dragoman
Dragoman este un cuvânt de origine siriacă sau akkadiană (înrudit cu ترجمان tarjuman, un cuvânt arab), desemnând o funcție cumulând îndatoriri de traducător, interpret și ghid oficial în state și alte entități politice din Orientul Mijlociu. Statutul unui dragoman era în mod special prestigios în cadrul Imperiului Otoman, situație în care funcția încorpora atribuții diplomatice — în speță, în domeniul relațiilor dintre Înalta Poartă și statele aparținând lumii creștine.
Cu timpul, a devenit obișnuință ca majoritatea voievozilor fanarioți din Țara Românească și Moldova (cca. 1711-1821) să ocupe inițial poziția de dragoman - ceea ce nu i-a împiedicat pe mulți dintre ei să devină implicați în conspirații anti-otomane.

## Dragomani
- Wojciech Bobowski
- Ioan Gheorghe Caragea
- Armand-Pierre Caussin de Perceval
- Charles Simon Clermont-Ganneau
- Gaspar Graziani
- Alexandru Matei Ghica
- Alexandru Vodă Ipsilanti
- Manuc Bei
- Nicolae Mavrocordat
- Constantin Moruzi
- Johann Amadeus Franz de Paula, baron de Thugut
- Ștefan Vogoride
- Mihai Costăchescu